# Солона ріка дитинства
Солона ріка дитинства (каз. Балалыктын кермек дәмi) — радянський художній фільм 1982 року, знятий на кіностудії «Казахфільм».

## Сюжет
1943 рік. Глибокий тил. По річці Сирдар'я переправляються вантажі, необхідні для тилу і фронту. Герої фільму — старий Зейнулла і знедолені війною підлітки Даріга, Мухтар і Амір перевозять вантажі на легких човнах — канках. Коли гине старий, підлітки залишаються наодинці з суворою і примхливою рікою. Війна перероджує юних героїв, змушуючи замислюватися про великі життєві проблеми і моральні критерії.

## У ролях
- Нурмухан Жантурин — Зейнулла-ата
- Бібігуль Тайкенова — Даріга
- Бекболат Османходжаєв — Мухтар
- Марат Тойшибеков — Амір
- Сабіра Кумушалієва — Кулаш
- Атайбек Жолумбетов — епізод
- Микола Смирнов — епізод
- Жамал Жалмухамедова — епізод
- Євген Попов — епізод
- Бикен Римова — епізод
- Хабіба Єлебекова — епізод
- Бібіза Куланбаєва — епізод
- Петро Солдатов — епізод
- Олександр Соколов — епізод
- Юрій Карпенко — епізод
- Лев Тьомкін — епізод

## Знімальна група
- Режисер — Абдулла Карсакбаєв
- Сценарист — Булат Мансуров
- Оператор — Віктор Осенніков
- Композитор — Олександр Луначарський
- Художник — Олександр Деріганов